# 九品中正制
九品中正制，又称九品官人法，是魏晋南北朝时期中央政府的官员选拔制度，用于代替始于汉武帝时期的察举制。雏形产生于曹操掌权时期，東漢延康元年（220年）曹魏建立前夕，由吏部尚书陳群正式提出。该制度在隋文帝时期由科举制度取代。《三国志·魏志·陈群传》：“文帝在东宫，深敬器焉，（中略）及即王位，封群昌武亭侯，徙为尚书。制九品官人之法，群所建也。”
此制度日後導致「上品無寒門，下品無士族」的階段固化（社會流動性低）現象。

## 历史背景
最早，漢代推行察舉制，再由中央加以一番考試。長久以來為地方官吏以及門閥把持，乃至賄選之風極盛。其先是對策，只是徵詢意見。直到東漢後期，始正式有考試，其時只為考試制度之一部份:44。漢末天下大亂，察舉制無從推行:44。朝廷用人缺乏客觀標準，武人在行伍中濫用人員，不依制度:44。
曹操时，九品中正制规模初具。曹魏時，以陳群之議，始創設九品中正制以選拔人才:44。此制大體，实际将人才选拔权力收归中央。在中央任職，「贤有识见」者，由各州郡分別公推大「中正」，中正必須是二品現任中央官。由中正以簿世（譜牒家世）、行狀（才幹、道德）、鄉品（中正鑑定）为标准查访评定州郡人士，把人才分成九品：上上、上中、上下、中上、中中、中下、下上、下中、下下。各地大小中正，就其所知，分別品第:44。並加評語。給鄉品前先列某一層次，即所謂「輩目」，由小中正（郡）列入記錄，襄助大中正（州）核定後:44，最後轉呈以六條作舉薦標準：
- 忠恪匪躬
- 孝敬盡禮
- 友於兄弟
- 潔身勞謙
- 信義可復
- 學以為己

中正制每隔三年清理調整。
两晋时期，司马氏标榜作为清议的主要对象。进入南朝以后，清议的范围明显扩大了，当时除了不遵孝道和有违丧纪者仍要受到清议处罚外，被列入清议的还有以下多种名目：
- 赃污淫盗：自刘宋以后，士人犯盗赃罪者也皆由中正记注清议之目，禁锢终身。
- 婚姻失类：南朝士族为了维护门第族望的纯洁性，把婚姻关系严格限制在士族范围之内，不与寒门通婚。士族如果不严守这种限制，便被视为婚姻失类，要受到清议处罚。
- 感恩乘错：在涉及冠婚丧祭等重要礼制的往复书札中，若是“笔迹过鄙，无法度”，则被视为“秽书”，“合朝耻辱”。
- 内乱：晋代对破坏家庭伦常的行为也加以清议处罚，但概念较为笼统。陈时则将与祖父和父妾通奸者定为“内乱”，列入清议之目，终身禁锢。

## 影響
九品中正制是要改進漢末察舉之頹風，漢末人口流徙，戶籍紊亂，鄉論不能行，於是以出身該地的賢能京官，評論當地之人士優劣，以代鄉論；強化中央集權，全國人才集中到中央:45。九品中正制，在初期的確替曹魏選出不少人才，又能一定地調和地方勢力。但地方無才，混淆考課銓敘與選舉:45。到西晋中期，由於司馬氏乃一世家大族，所以实际中正官都从世家大族中选定，造成「上品无寒门，下品无勢族」。八王之亂後，這種不公平現象曾經受到一定遏止，但到東晉後，由於門閥制影響又再度浮現，促成孫恩之亂。從南朝開始，面對寒人庶族逐漸越過九品中正制的障礙，進入或混入士族行列，原本世家大族為防止庶族進一步假冒士族，便編寫譜牒，譜牒學成為一門學問。
中正制多重家世，少看賢愚，整个魏晋南北朝时期都以此制选官，遇到戰亂還能選出優秀人才；和平過久則造成社會風氣浮靡，世族弟子終日清談，不問國事。世族為維持門第血統，婚姻必擇門當戶對。到了隋代，随着门阀制度的衰落和科举制度实现，此制终被废除。

### 引用
1. 1 2  《宋书》卷94：汉末丧乱，魏武始基，军中仓卒，权立九品。盖以论人才优劣，非为世族高卑。

《晉書‧李重傳》：九品始於喪亂軍中之政。
2. 1 2  此句出自《晉書•列傳第十五》，「勢族」常訛作「士族」、「世族」
3. 1 2  房玄齡. .
4. 1 2 3 4 5 6 7 8  錢穆. . 香港: 人生出版社. 1955.
5. ↑  《太平御览》卷265引《傅子》：“魏司空陈群，始立九品之制，郡置中正，评次人才之高下，各为辈目，州置都而总其议”；又引应琚《新论》曰：“百郡立中正，九州置都士，州闾与郡县，希足束如马齿，生不相识面，何缘别义理”；又引《吴志》：“习温为荆州大公平，大公平，即州都也。”
6. ↑  张旭华. . 中国史研究. 1998, (02): 49–60  [2022-04-18]. ISSN 1002-7963. （原始内容存档于2022-04-18）.